# Appana sinensis
Appana sinensis är en fjärilsart som beskrevs av George Francis Hampson 1908. Appana sinensis ingår i släktet Appana och familjen nattflyn. Inga underarter finns listade i Catalogue of Life.